# Phương diện quân Kursk
Phương diện quân Kursk (tiếng Nga: Курский фронт) là một tổ chức tác chiến chiến lược của Hồng quân Liên Xô trong Thế chiến thứ hai. Thời gian tồn tại của đơn vị này rất ngắn ngủi, chỉ trong vòng 4 ngày trước khi đổi tên Phương diện quân Orlov, rồi Phương diện quân Briansk.

## Lịch sử
Phương diện quân Kursk được thành lập vào ngày 23 tháng 3 năm 1943, theo chỉ thị của Stavka ngày 19 tháng 3 bằng cách sử dụng khung cán bộ chỉ huy của Phương diện quân Dự bị để thành lập một đơn vị cấp phương diện quân để bảo vệ khu vực cực tây của vòng cung Kursk. Biên chế dự kiến của phương diện quân này gồm các tập đoàn quân 38, 60 và tập đoàn quân không quân 15, có thể bổ sung thêm một tập đoàn quân nữa. Thượng tướng M.A. Reyter vẫn giữ chức Tư lệnh phương diện quân, Thiếu tướng I.Z. Susaykov làm Ủy viên Hội đồng quân sự và Trung tướng L.M. Sandalov làm Tham mưu trưởng.
Tuy nhiên, đến ngày 24 tháng 3, một chỉ thị khác của Stavka đã đổi tênPhương diện quân Kursk thành Phương diện quân Oryol, được thành lập vào ngày 27 tháng 3. Đồng thời, tập đoàn quân 60 được chuyển đến Phương diện quân Trung tâm, và tập đoàn quân 38 chuyển cho Phương diện quân Voronezh. Cuối cùng, vào ngày 28 tháng 3, Phương diện quân Oryol cũng được lệnh đổi tên thành Phương diện quân Bryansk.